# Bryconamericus macrophthalmus
Bryconamericus macrophthalmus är en fiskart som beskrevs av Román-valencia 2003. Bryconamericus macrophthalmus ingår i släktet Bryconamericus och familjen Characidae. Inga underarter finns listade.